# Кришталевий глобус (Карлові Вари)

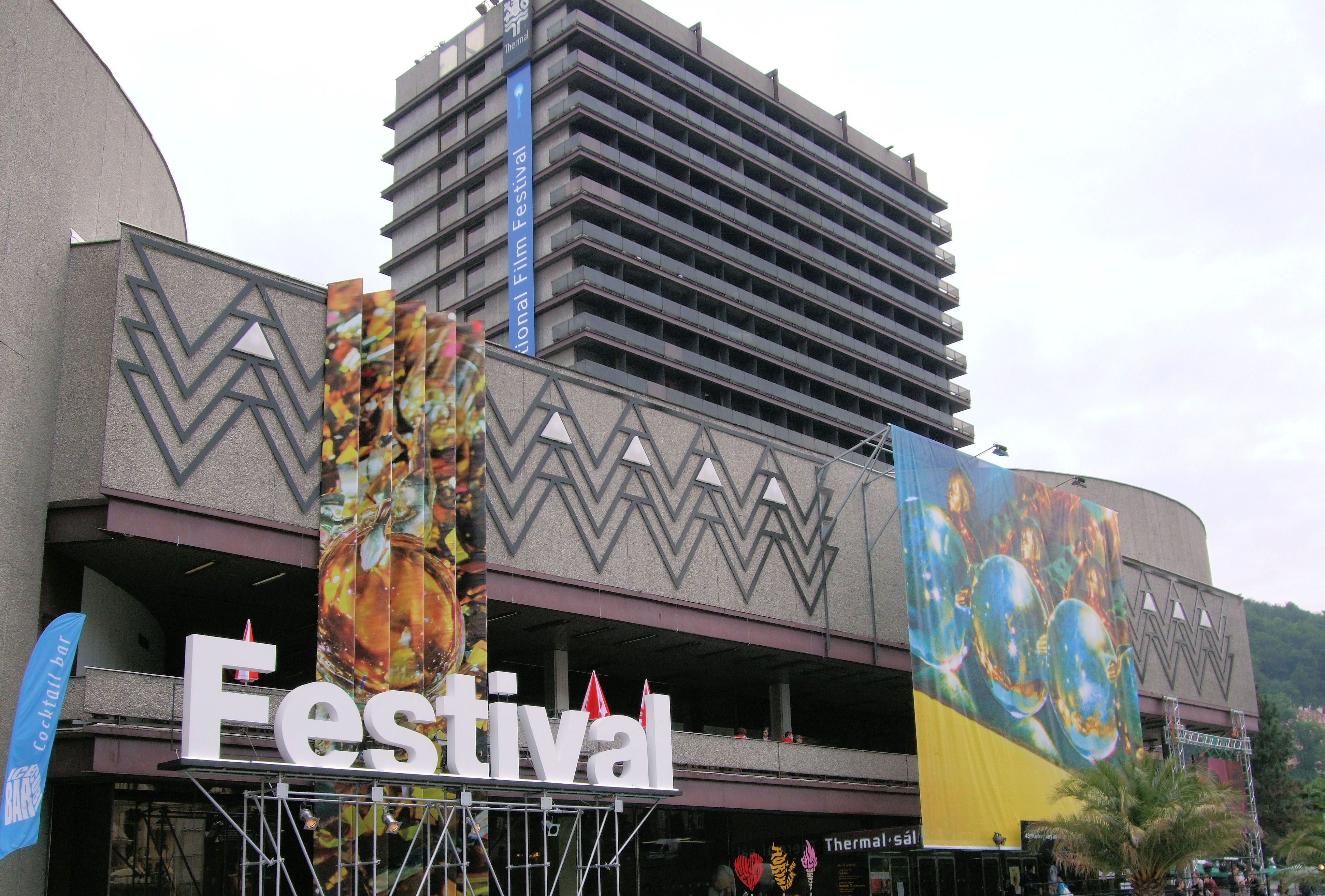
Hotel Thermal — Штаб квартира МКФ у Карлових Варах.

«Кришталевий глобус» (чеськ. Křišťálový glóbus) — головний приз «За найкращий фільм» Міжнародного кінофестивалю в Карлових Варах.
З радянських фільмів «Кришталевий глобус» отримали такі фільми, як «Романс про закоханих» (реж. Андрій Михалков-Кончаловський), «Дев'ять днів одного року» (реж. Михайло Ромм), «Вірні друзі» (реж. Михайло Калатозов), «Тихий Дон» (реж. Сергій Герасимов) та інші.

## Вибрані лауреати «Кришталевого глобуса» різних років
| Рік  | Фільм                                    | Режисер                       | Країна                                      |
| ---- | ---------------------------------------- | ----------------------------- | ------------------------------------------- |
| 2017 | Маленький хрестоносець                   | Вацлав Кадрнка                | Чехія                                       |
| 2016 | Сімейне щастя                            | Саболч Гайду                  | Угорщина                                    |
| 2015 | Боб та дерева                            | Дієґо Онґаро                  | США Франція                                 |
| 2014 | Кукурудзяний острів                      | Георгій Овашвілі              | Грузія Франція                              |
| 2013 | Товстий зошит                            | Янош Сас                      | Угорщина Німеччина Австрія Франція          |
| 2012 | Майже чоловік                            | Мартін Лунд                   | Норвегія                                    |
| 2011 | Реставрація                              | Йосі Мадмоні                  | Ізраїль                                     |
| 2004 | Такі діти                                | Андреа Фрацці Антоніо Фрацці  | Італія                                      |
| 2003 | Вікно навпроти                           | Ферзан Озпетек                | Італія Туреччина Португалія Велика Британія |
| 2002 | Рік диявола                              | Петр Зеленка                  | Чехія                                       |
| 2001 | Амелі                                    | Жан-П'єр Жене                 | Франція Німеччина                           |
| 1999 | Друзі Яни                                | Арік Каплун                   | Ізраїль                                     |
| 1997 | Моє життя в рожевому кольорі             | Ален Берлінер                 | Франція Бельгія Велика Британія             |
| 1996 | Кавказький бранець                       | Сергій Бодров                 | Росія Казахстан                             |
| 1984 | Лев Толстой                              | Сергій Герасимов              | СРСР                                        |
| 1982 | Червоні дзвони. Фільм 1. Мексика у вогні | Сергій Бондарчук              | СРСР Італія                                 |
| 1978 | Білий Бім Чорне вухо                     | Станіслав Ростоцький          | СРСР                                        |
| 1976 | Кантата Чилі                             | Умберто Солас                 | Куба                                        |
| 1974 | Романс про закоханих                     | Андрій Михалков-Кончаловський | СРСР                                        |
| 1972 | Приборкання вогню                        | Данило Храбровицький          | СРСР                                        |
| 1970 | Кес                                      | Кен Лоуч                      | Велика Британія                             |
| 1968 | Примхливе літо                           | Їржі Менцель                  | Чехословаччина                              |
| 1966 | Смерть бюрократа                         | Томас Гутьєррес Алеа          | Куба                                        |
| 1964 | Обвинувачений                            | Ян Кадар Ельмар Клос          | Чехословаччина                              |
| 1962 | Дев'ять днів одного року                 | Михайло Ромм                  | СРСР                                        |
| 1960 | Серьожа                                  | Георгій Данелія Ігор Таланкін | СРСР                                        |
| 1958 | Зведені брати                            | Міёдзі Іекі                   | Японія                                      |
| 1958 | Тихий Дон                                | Сергій Герасимов              | СРСР                                        |
| 1957 | Пильнуйте!                               | Аміт Мітра Сомбху Мітра       | Індія                                       |
| 1956 | Якщо хлопці всього світу...              | Крістіан Жак                  | Франція Італія                              |
| 1954 | Вірні друзі                              | Михайло Калатозов             | СРСР                                        |
| 1954 | Сіль землі                               | Герберт Біберман              | США                                         |
| 1952 | Незабутній 1919-й                        | Михайло Чіаурелі              | СРСР                                        |
| 1951 | Кавалер Золотої Зірки                    | Юлій Райзман                  | СРСР                                        |
| 1950 | Падіння Берліна (1 серія)                | Михайло Чіаурелі              | СРСР                                        |
| 1949 | Сталінградська битва (1 серія)           | Володимир Петров              | СРСР                                        |
| 1948 | Останній етап                            | Ванда Якубовська              | Польща                                      |